# Zeuxine glandulosa
Zeuxine glandulosa är en orkidéart som beskrevs av George King och Robert Pantling. Zeuxine glandulosa ingår i släktet Zeuxine och familjen orkidéer. Inga underarter finns listade i Catalogue of Life.